# نادي بول
نادي بول هو نادي كرة قدم أوغندي من مدينة جينجا يلعب في دوري السوبر الأوغندي.